# 34738 Hulbert
34738 Hulbert este un asteroid din centura principală de asteroizi.

## Descriere
34738 Hulbert este un asteroid din centura principală de asteroizi. A fost descoperit pe 20 august 2001 la Terre Haute de Chris Wolfe. El prezintă o orbită caracterizată de o semiaxă mare de 2,17 ua, o excentricitate de 0,16 și o înclinație de 1,2° în raport cu ecliptica.